# Kozubszczyzna

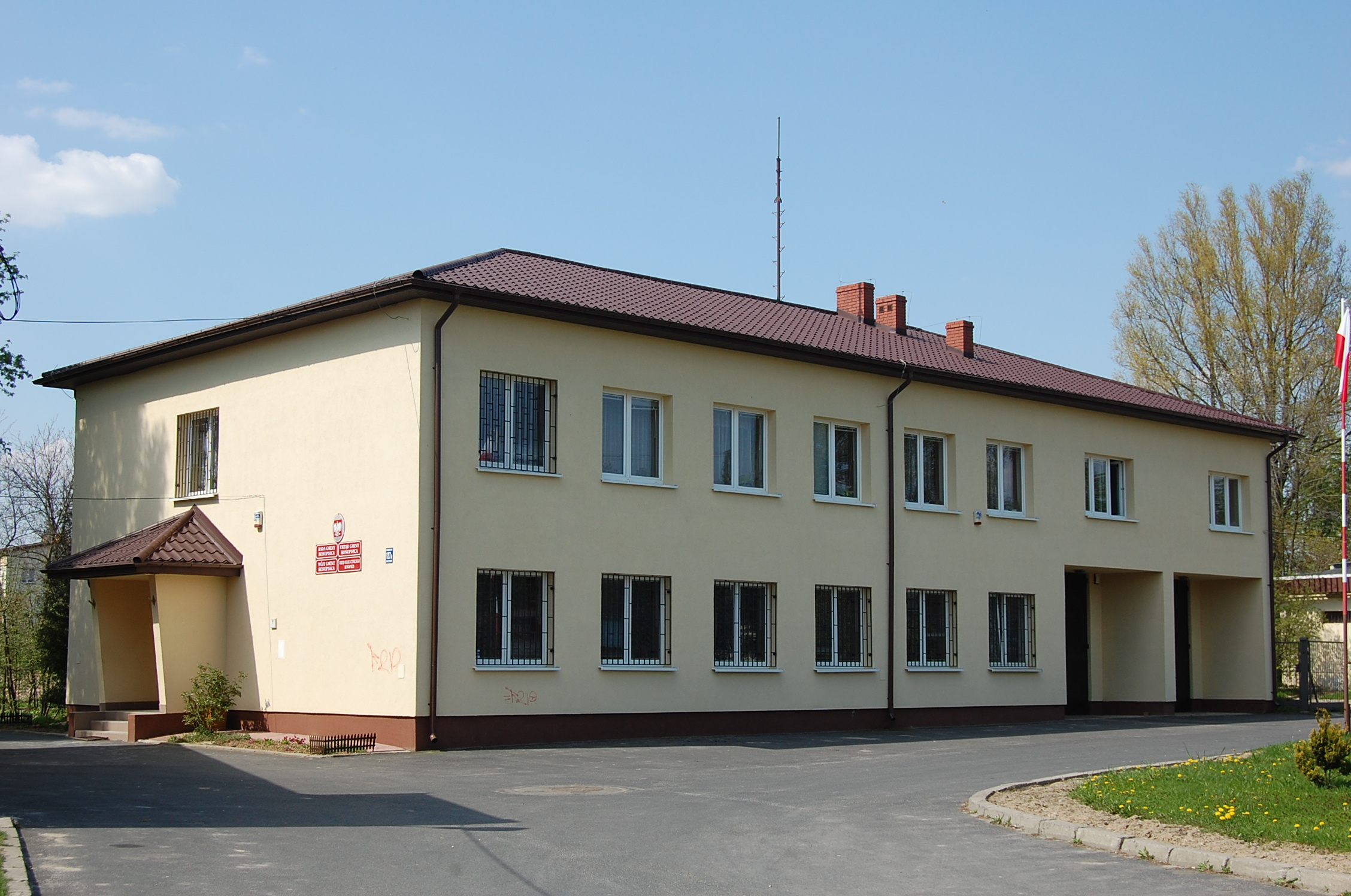
Verwaltungsgebäude der Gmina Konopnica

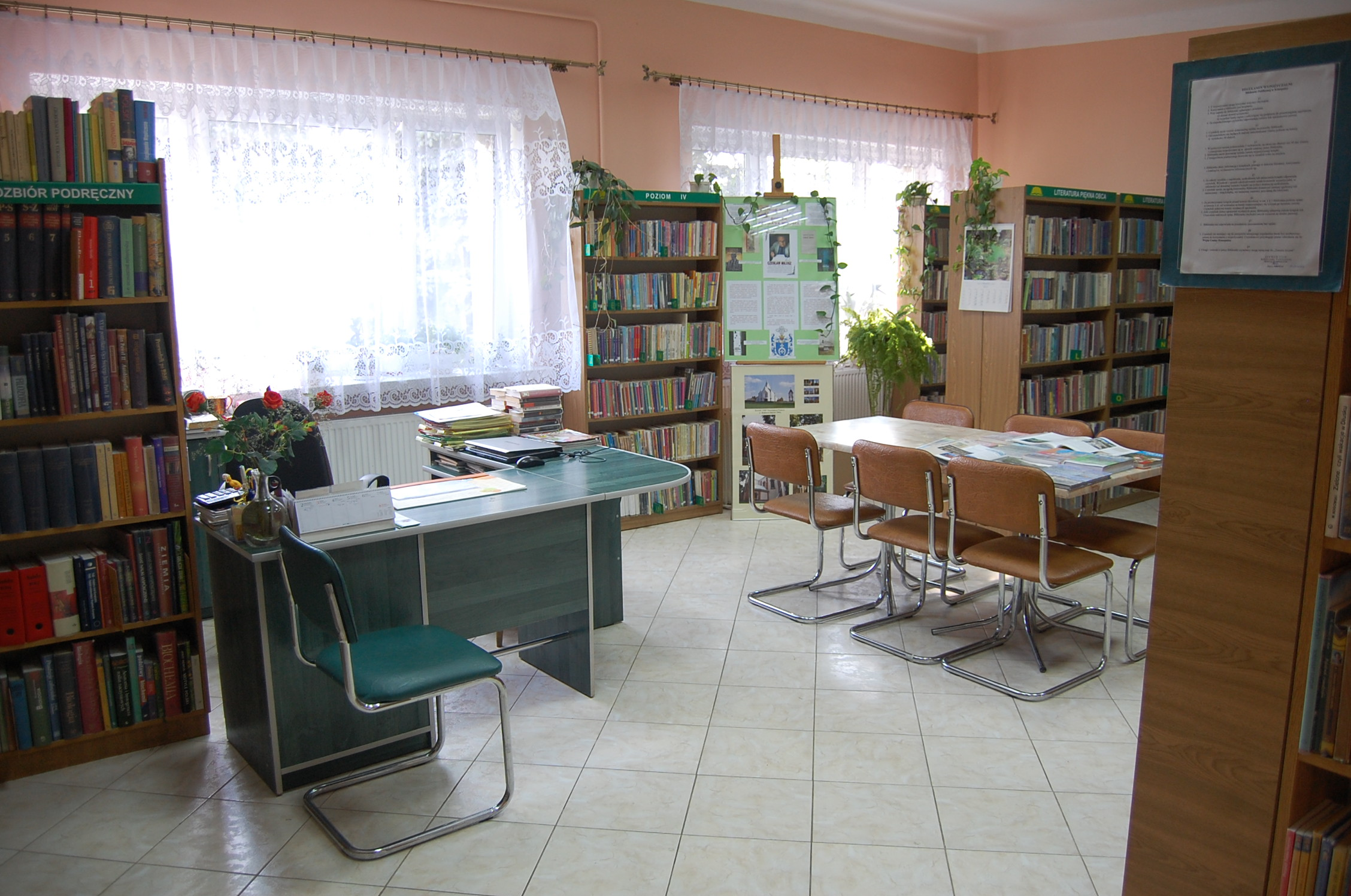
Innenansicht der Hauptbibliothek der Gmina Konopnica

Kozubszczyzna ist ein Dorf und Schulzenamt der Landgemeinde Konopnica im Powiat Lubelski der Woiwodschaft Lublin in Polen. Das Dorf mit 875 Einwohnern ist Sitz dieser Landgemeinde mit 14.267 Einwohnern (Stand 31. Dezember 2020). Namensgebend ist das Dorf Konopnica mit 1297 Einwohnern (2011).
Im Dorf befinden sich die Verwaltung der Gmina Konopnica, ein Postamt, der Hauptsitz der Bibliothek der Landgemeinde und Sportanlagen.

## Geografie
Der Ort liegt neun Kilometer westlich von Konopnica und 12 km westlich der Stadt Lublin.

## Geschichte
Infolge der dritten Teilung Polens kam die Region 1795 an Österreich. Im Jahr 1809 wurde das sogenannte Westgalizien in das Herzogtum Warschau eingegliedert. Sechs Jahre später kam das Gebiet 1815 durch den Wiener Kongress zu „Kongresspolen“ und damit indirekt zum Russischen Kaiserreich.
In den Jahren 1975–1998 gehörte das Dorf administrativ zur Woiwodschaft Lublin, die damals einen anderen Zuschnitt hatte.

## Sehenswürdigkeiten und Natur
- Das Dorf hat eine Lößschlucht.
- Źródłem Św. Wojciecha – Auf Privatbesitz befindet sich eine Adalbert-Quelle, deren Wasser heilende Wirkung haben soll.